# Jean-Éric Pin
Jean-Éric Pin est un mathématicien et informaticien théoricien français connu pour ses contributions à la théorie des automates algébrique et à la  théorie des demi-groupes. Il est directeur de recherche au CNRS.

## Biographie
Pin intègre l'École normale supérieure de Cachan en 1972. Il réussit l'agrégation de mathématiques en 1976 puis soutient sa thèse de troisième cycle en 1978 et sa thèse d'État à l'université Pierre-et-Marie-Curie en 1981. De 1988 à 2008, il est directeur de recherche du CNRS à l'université Paris-Diderot, dans le Laboratoire d'informatique théorique et de programmation (LITP), qui devient le Laboratoire d'informatique algorithmique : fondements et applications (LIAFA) et qu'il dirige de 2003 à 2008. De 1992 à 2006, il est professeur associé à l'École polytechnique.
Jean-Éric Pin reçoit les Palmes académiques en 2004. Il est élu membre de l'Academia Europaea en 2011 et membre de l'EATCS en 2014. En 2018, Pin est le premier lauréat du prix Salomaa en théorie des automates, langages formels et sujets connexes.

## Travaux remarquables
Pin est l'auteur de quelque 140 articles de revue, actes de conférences et chapitres de livres et de deux livres de recherche, dont le plus connu est le célèbre Variétés de langages formels, portant sur la théorie des automates et la théorie des langages formels.